# Torino Football Club e nazionale di calcio dell'Italia
Sono indicate in questa pagina le statistiche e i record dei giocatori del Torino Football Club con la maglia della Nazionale di calcio dell'Italia.

## Storia

11 maggio 1947, Italia-Ungheria 3-2 (10 giocatori del Grande Torino in campo).

Nel 1895 a Torino, ancor prima che in Italia si organizzi il campionato, venne disputato un incontro tra una rappresentativa di calciatori (detti footballeurs) italiani e un'analoga svizzera. In quella squadra erano presenti 4 genovesi e 7 soci del FC Torino e Internazionale Torino (le due società progenitrici del Torino Football Club).
Il Torino fu presente anche all'esordio ufficiale della nazionale italiana nel 1910. La commissione tecnica, guidata da Umberto Meazza, convocò a Milano 27 giocatori che vennero divisi in due undici: i "Probabili" e i "Possibili". Queste due formazioni disputarono due match e i "Probabili" ebbero la meglio in entrambe le occasioni, guadagnandosi la Nazionale. Il 15 maggio, all'esordio con la Francia, gli azzurri vinsero per 6-2: erano presenti i granata Domenico Capello e Enrico Debernardi.
Sul finire degli anni venti, il trio delle meraviglie del Torino (composto da Julio Libonatti, Adolfo Baloncieri e Gino Rossetti) fu protagonista della vittoria italiana nella prima edizione della Coppa Internazionale.

Renato Zaccarelli

L'11 maggio 1947 al Comunale di Torino Vittorio Pozzo schierò nell'undici titolare azzurro 10 giocatori allora facenti parte del Grande Torino; si trattò della partita della Nazionale italiana con il maggior numero di giocatori in campo provenienti dalla stessa squadra. La NazionalToro sconfisse l'Ungheria (con ben 9 giocatori dell'Újpest, tra i due "estranei" si segnala il giovane Ferenc Puskás) per 3-2.
Giorgio Ferrini e Lido Vieri vinsero l'Europeo 1968, con il primo che fu inserito nell'undici titolare nella finale terminata 1-1 con la Jugoslavia.
Al Mundial del 1978 in Argentina (l'Italia concluse al quarto posto) presero parte alla spedizione azzurra sei torinisti: Paolo Pulici, Francesco Graziani, Claudio Sala, Renato Zaccarelli, Eraldo Pecci e Patrizio Sala. Zaccarelli segnò il gol del decisivo 2-1 alla Francia che permise all'Italia di concludere il Gruppo 1 al primo posto.
Giuseppe Dossena venne convocato da Enzo Bearzot (bandiera del Torino da giocatore tra gli anni cinquanta e sessanta) per il mondiale nel 1982 in Spagna: fu il primo calciatore granata a vincere un campionato del mondo (pur non scendendo mai in campo).
Nel mondiale statunitense del 1994 il terzino granata Roberto Mussi scese in campo agli ottavi con la Nigeria, in semifinale con la Bulgaria e nella sfortunata finale persa ai rigori con il Brasile.
All'Europeo in Polonia ed Ucraina del 2012, terminato con la sconfitta degli azzurri in finale con la Spagna per 4-0, prese parte il granata Angelo Ogbonna.
Al mondiale in Brasile del 2014 furono convocati 3 giocatori del Torino: Ciro Immobile, Alessio Cerci e Matteo Darmian.

## Elenco dei calciatori granata che hanno vestito la maglia azzurra
In grassetto sono evidenziati i giocatori attualmente in rosa al Torino.
aggiornata al 3 giugno 2022
| Giocatore            | Esordio     | Ruolo          | Presenze | Gol | Vittorie                |
| -------------------- | ----------- | -------------- | -------- | --- | ----------------------- |
| Aldo Agroppi         | 17/06/1972  | mediano        | 5        | 0   |                         |
| Giuseppe Aliberti    | 01/01/1923  | mediano        | 11       | 0   |                         |
| Antonino Asta        | 13/02/2002  | centrocampista | 1        | 0   |                         |
| Valerio Bacigalupo   | 14/12/1947  | portiere       | 5        | -   |                         |
| Aldo Ballarin        | 11/11/1945  | terzino        | 9        | 0   |                         |
| Adolfo Baloncieri    | 8/11/1925   | interno        | 27       | 18  |                         |
| Simone Barone        | 15/11/2006  | centrocampista | 1        | 0   |                         |
| Daniele Baselli      | 04/06/2018  | centrocampista | 1        | 0   |                         |
| Enzo Bearzot         | 27/11/1955  | mediano        | 1        | 0   |                         |
| Andrea Belotti       | 01/09/2016  | attaccante     | 43       | 12  | Campione d'Europa 2020  |
| Pietro Buscaglia     | 25/04/1937  | interno        | 1        | 0   |                         |
| Domenico Capello     | 15/05/1910  | mediano        | 2        | 0   |                         |
| Carlo Capra          | 31/01/1915  | terzino        | 1        | 0   |                         |
| Riccardo Carapellese | 30/11/1949  | ala            | 6        | 2   |                         |
| Eusebio Castigliano  | 11/11/1945  | mediano        | 7        | 1   |                         |
| Luciano Castellini   | 26/01/1977  | portiere       | 1        | 0   |                         |
| Alessio Cerci        | 21/03/2013  | ala            | 13       | 0   |                         |
| Enrico Colombari     | 14/10/1928  | centromediano  | 6        | 0   |                         |
| Luigi Danova         | 22/12/1976  | difensore      | 1        | 0   |                         |
| Matteo Darmian       | 31/05/2014  | difensore      | 13       | 0   |                         |
| Carlo De Marchi      | 29/06/1912  | mediano        | 1        | 0   |                         |
| Enrico Debernardi    | 15/05/1910  | ala            | 3        | 1   |                         |
| Giuseppe Dossena     | 23/09/1981  | centrocampista | 36       | 1   | Campione del mondo 1982 |
| Pietro Ferraris      | 05/04/1942  | ala            | 6        | 2   |                         |
| Giorgio Ferrini      | 13/05/1962  | centrocampista | 7        | 0   | Campione d'Europa 1968  |
| Giovanni Francini    | 15/11/1986  | difensore      | 4        | 0   |                         |
| Luca Fusi            | 31/05/1992  | difensore      | 3        | 0   |                         |
| Guglielmo Gabetto    | 05/04/1942  | attaccante     | 6        | 5   |                         |
| Cesare Gallea        | 27/05/1937  | mediano        | 1        | 0   |                         |
| Biagio Goggio        | 29/03/1914  | mediano        | 1        | 0   |                         |
| Francesco Graziani   | 19/04/1975  | attaccante     | 47       | 20  |                         |
| Giuseppe Grezar      | 11/11/1945  | mediano        | 7        | 0   |                         |
| Antonio Janni        | 23/11/1924  | centromediano  | 23       | 1   |                         |
| Ciro Immobile        | 05/03/2014  | attaccante     | 7        | 0   |                         |
| Armando Izzo         | 26/03/2019  | difensore      | 3        | 0   |                         |
| Gianluigi Lentini    | 13/02/1991  | tornante       | 6        | 0   |                         |
| Julio Libonatti      | 28/10/1926  | attaccante     | 17       | 15  |                         |
| Ezio Loik            | 11/11/1945  | interno        | 7        | 3   |                         |
| Luca Marchegiani     | 06/06/1992  | portiere       | 4        | -   |                         |
| Virgilio Maroso      | 11/11/1945  | terzino        | 7        | 1   |                         |
| Cesare Martin        | 27/05/1923  | terzino        | 1        | 0   |                         |
| Dario Martin         | 24/04/1927  | terzino        | 2        | 0   |                         |
| Valentino Mazzola    | 11/11/1945  | interno        | 10       | 3   |                         |
| Romeo Menti          | 27/04/1947  | ala            | 7        | 5   |                         |
| Luigi Meroni         | 19/03/1966  | ala            | 6        | 2   |                         |
| Luigi Moltrasio      | 5/12/1954   | mediano        | 3        | 0   |                         |
| Vittorio Morelli     | 29/06/1912  | mediano        | 1        | 0   |                         |
| Giuseppe Moro        | 30/11/1949  | portiere       | 2        | 0   |                         |
| Emiliano Moretti     | 18/11/2014  | difensore      | 2        | 0   |                         |
| Eugenio Mosso        | 05/04/1914  | interno        | 1        | 0   |                         |
| Roberto Mozzini      | 16/10/1976  | difensore      | 6        | 0   |                         |
| Roberto Mussi        | 13/10/1993  | difensore      | 5        | 0   |                         |
| Bruno Neri           | 31/10/1937  | mediano        | 1        | 0   |                         |
| Angelo Ogbonna       | 11/11/2012  | difensore      | 6        | 0   |                         |
| Aldo Olivieri        | 20/11/1938  | portiere       | 12       | -   |                         |
| Eraldo Pecci         | 27/09/1975  | centrocampista | 6        | 0   |                         |
| Fabrizio Poletti     | 16/06/1965  | difensore      | 6        | 0   |                         |
| Giorgio Puia         | 24/05/1969  | difensore      | 5        | 0   |                         |
| Paolo Pulici         | 31/03/1973  | attaccante     | 19       | 5   |                         |
| Mario Rigamonti      | 11/05/1947  | centrocampista | 3        | 0   |                         |
| Roberto Rosato       | 13/03/1965  | difensore      | 14       | 0   |                         |
| Gino Rossetti        | 30/01/1927  | interno        | 13       | 9   |                         |
| Alessandro Rosina    | 17/10/2007  | centrocampista | 1        | 0   |                         |
| Claudio Sala         | 20/11/1971  | tornante       | 18       | 0   |                         |
| Patrizio Sala        | 25/09/1976  | centrocampista | 8        | 0   |                         |
| Aldo Serena          | 08/12/1984  | attaccante     | 2        | 0   |                         |
| Andrea Silenzi       | 16/02/1994  | attaccante     | 1        | 0   |                         |
| Salvatore Sirigu     | 01/06/2018  | portiere       | 10       | -   | Campione d'Europa 2020  |
| Mario Sperone        | 17/04/1927  | mediano        | 2        | 0   |                         |
| Giorgio Venturin     | 04/06/1992  | centrocampista | 1        | 0   |                         |
| Lido Vieri           | 27/03/1963  | portiere       | 4        | -   | Campione d'Europa 1968  |
| Renato Zaccarelli    | 26/10/1975  | centrocampista | 25       | 2   |                         |
| Davide Zappacosta    | 12/11/2016  | terzino        | 4        | 0   |                         |
| Simone Zaza          | 10/09/2018  | attaccante     | 1        | 0   |                         |
| Enea Zuffi           | 29/06/1912  | ala            | 2        | 0   |                         |
| TOTALE (75)          | TOTALE (75) | TOTALE (75)    | 544      | 105 |                         |

Fonte: Colombero, Pacifico, pp. 274-275

## Record di presenze e gol
Il Torino è la quinta squadra per numero di giocatori forniti alla Nazionale azzurra, la sesta per numero di presenze totali.
Francesco Graziani è il giocatore del Torino che ha segnato più gol (20) e collezionato più presenze (47) con la maglia della Nazionale italiana.
| Record di presenze con la Nazionale 1. Francesco Graziani - 47 2. Andrea Belotti - 43 3. Giuseppe Dossena - 36 4. Adolfo Baloncieri - 27 5. Renato Zaccarelli - 25 6. Antonio Janni - 23 | Record di gol con la Nazionale 1. Francesco Graziani - 20 2. Adolfo Baloncieri - 18 3. Julio Libonatti - 15 4. Andrea Belotti - 12 5. Gino Rossetti - 9 6. Paolo Pulici, Guglielmo Gabetto, Romeo Menti - 5 7. Ezio Loik, Valentino Mazzola - 3 |

## Palmares

### Mondiali
- Giuseppe Dossena  (Spagna 1982)[4]
- Fabrizio Poletti  (Messico 1970)[11]
- Giorgio Puia  (Messico 1970)[11]
- Roberto Mussi  (USA 1994)[5]

### Europei
- Lido Vieri  (Italia 1968)[2]
- Giorgio Ferrini  (Italia 1968)
- Andrea Belotti  (Euro 2020)
- Salvatore Sirigu  (Euro 2020)
- Angelo Ogbonna  (Polonia e Ucraina 2012)[6]
- Roberto Cravero  (Germania Ovest 1988)[12]

### Confederations Cup
- Alessio Cerci  (Brasile 2013)[13]

### Olimpiadi
- Antonio Janni  (Paesi Bassi 1928)[14]
- Gino Rossetti  (Paesi Bassi 1928)[14]
- Adolfo Baloncieri  (Paesi Bassi 1928)[14]